# Atentado em Saná em 2012
O atentado em Saná em 2012 foi um ataque suicida ocorrido em 21 de maio de 2012 contra soldados do exército iemenita que ensaiavam para o desfile militar anual do Dia da Unidade em Saná, no Iêmen. A cerimônia é realizada todos os anos em 22 de maio desde 1990 para marcar a unificação do Iêmen do Norte e do Iêmen do Sul como República do Iêmen. A responsabilidade pelo ataque foi reivindicada pela al-Qaeda na Península Arábica (AQAP), afiliada da Ansar al-Sharia.

## Antecedentes
O atentado suicida aconteceu dez dias depois do inicio de uma ofensiva do exército iemenita contra a al-Qaeda na província de Abyan, no sul do Iêmen, onde a AQAP (al-Qaeda na Península Arábica) havia assumido o controle de várias cidades em ataques lançados desde maio de 2011. De acordo com testemunhas e autoridades iemenitas, o governo do Iêmen intensificou sua ofensiva contra a al-Qaeda no sul do Iêmen na semana anterior ao ataque, com ataques aéreos e terrestres combinados deixando dezenas de baixas, entre elas civis. A AQAP usou instabilidade decorrente da Revolução Iemenita de 2011-2012 para assumir o controle de faixas do sul do Iêmen. O ataque também seguiu-se aos bombardeios com drones estadunidenses no Iêmen, no qual a AQAP declarou que o atentado foi uma retaliação.

## Ataque
O ataque aconteceu na Praça Sabin, perto do palácio presidencial do Iêmen, enquanto os soldados se organizavam para um ensaio para as cerimônias do Dia da Unidade. De acordo com oficiais de segurança iemenitas, o homem-bomba era um soldado desonesto participando do ensaio usando um cinto de explosivos. Os primeiros relatórios sugeriram algumas dezenas de baixas, mas no início da tarde o número de mortos confirmados era de noventa, com pelo menos 222 feridos. As autoridades de segurança afirmaram que o atacante havia detonado seus explosivos pouco antes do ministro da Defesa Muhammad Nasir Ahmad e do chefe do Estado-Maior Ali al-Ashual serem esperados para saudar as tropas. O ataque resultou numa "terrível carnificina", com uma testemunha descrevendo "braços e pernas espalhados no chão... os feridos estavam amontoados uns sobre os outros, cobertos de sangue". Outro soldado que estivera presente durante o ataque o chamou de um "massacre". A Al Arabiya relatou 96 mortos e mais de 300 feridos na explosão. No final do dia, o número de vítimas foi aumentado novamente, desta vez para mais de 120 mortos e quase 350 feridos, alguns deles gravemente.
Um médico em um hospital de Saná descreveu as instalações médicas da cidade como sobrecarregadas e afirmou que o ataque deixou dezenas paralisadas. A maioria das vítimas seriam da Organização Central de Segurança - uma grande força paramilitar comandada por Yahya Saleh, sobrinho do ex-presidente Ali Abdullah Saleh. Poucas horas depois do ataque, Saleh foi demitido de seu cargo por decreto presidencial.